# Saint-Étienne-du-Vigan

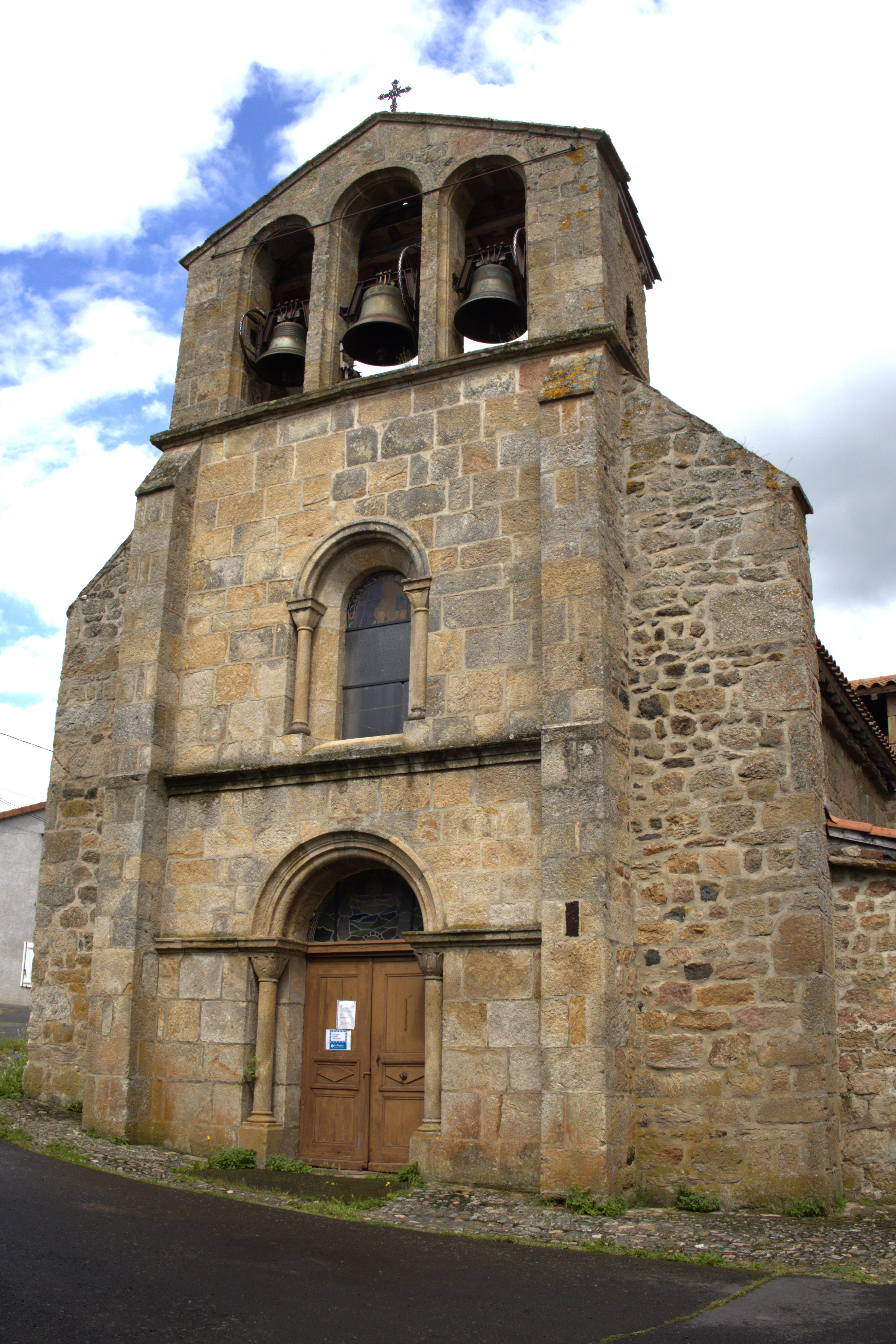
Die Kirche von Saint Etienne du Vigan

Saint-Étienne-du-Vigan ist eine französische Gemeinde mit 90 Einwohnern (Stand 1. Januar 2022) im Département Haute-Loire in der Region Auvergne-Rhône-Alpes (vor 2016 Auvergne). Die Gemeinde gehört zum Arrondissement Le Puy-en-Velay und zum Kanton Velay volcanique.

## Geografie
Saint-Étienne-du-Vigan liegt etwa 27 Kilometer südsüdwestlich von Le Puy-en-Velay im Zentralmassiv am Allier, der die Gemeinde im Süden begrenzt. Umgeben wird Saint-Étienne-du-Vigan von den Nachbargemeinden Rauret im Norden und Westen, Landos im Norden, Saint-Paul-de-Tartas im Osten und Nordosten, Pradelles im Süden und Südosten sowie Naussac-Fontanes im Süden und Südwesten.

## Bevölkerungsentwicklung
| Jahr                       | 1962 | 1968 | 1975 | 1982 | 1990 | 1999 | 2006 | 2011 | 2087 |
| Einwohner                  | 235  | 228  | 194  | 134  | 110  | 110  | 123  | 110  | 99   |
| Quellen: Cassini und INSEE |      |      |      |      |      |      |      |      |      |

## Sehenswürdigkeiten
- Kirche Saint-Étienne